# Erzabtei Sankt Ottilien
Koordinaten: 48° 5′ 49″ N, 11° 2′ 44″ O

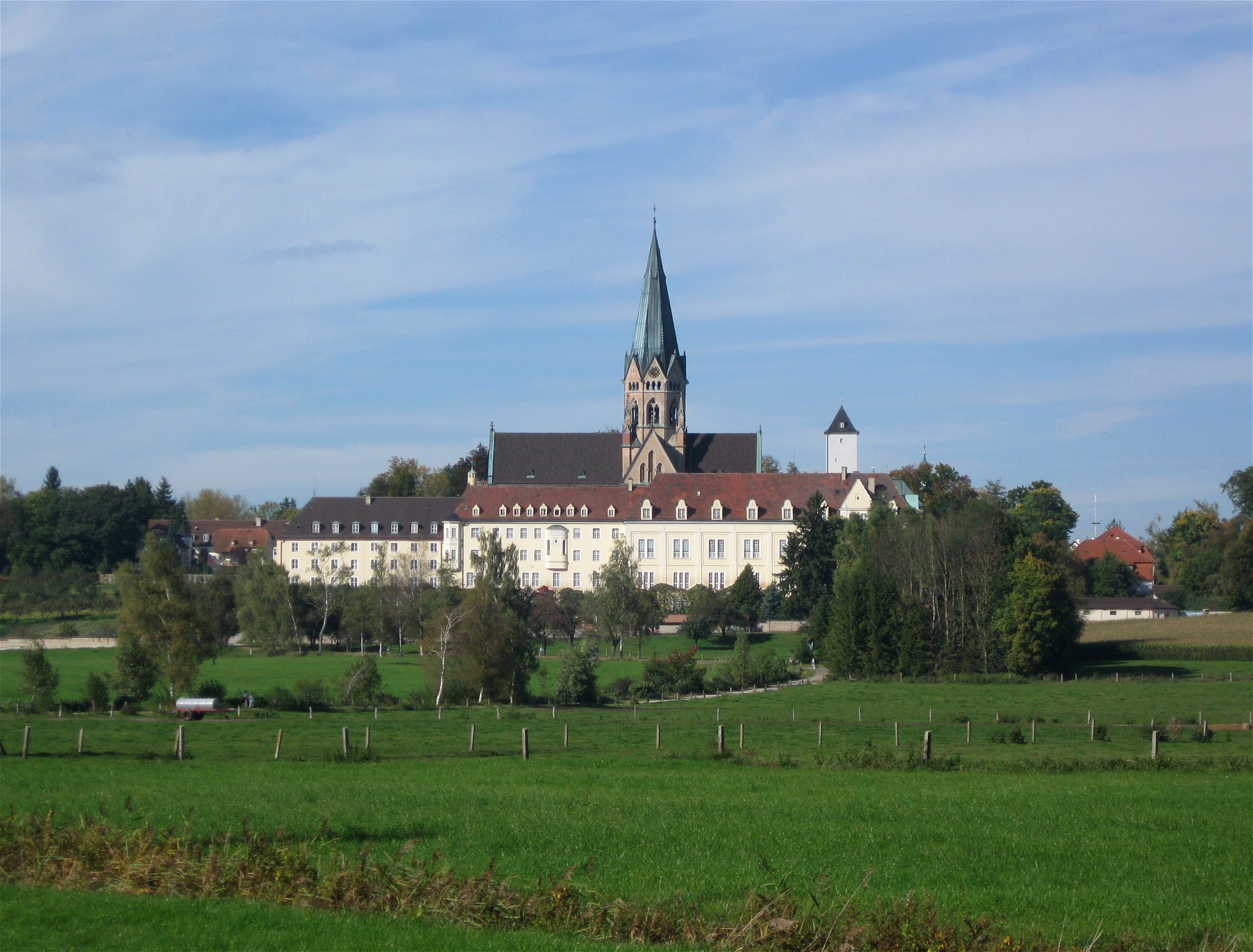
Missionsbenediktiner-Erzabtei Sankt Ottilien

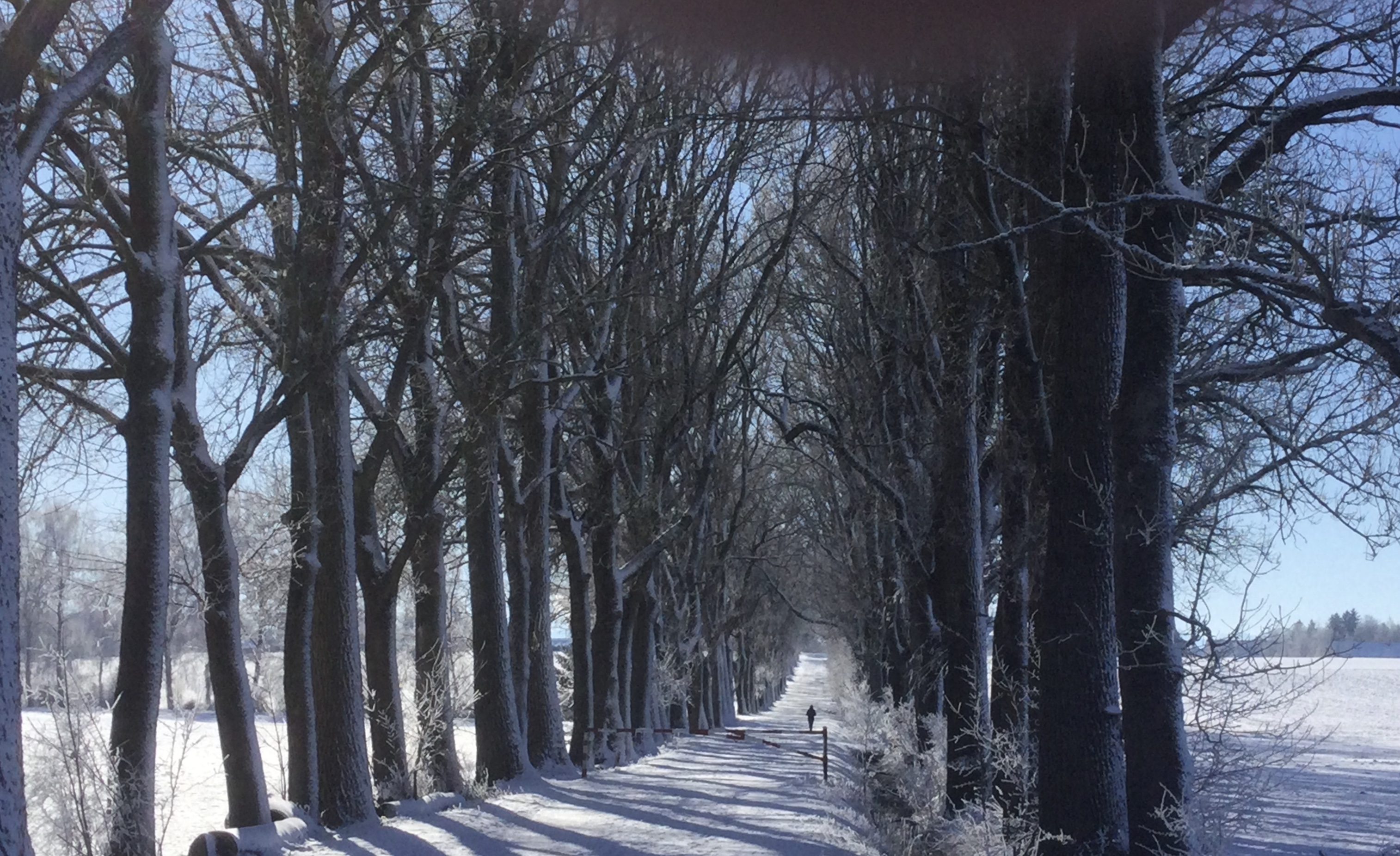
Allee zum Kloster

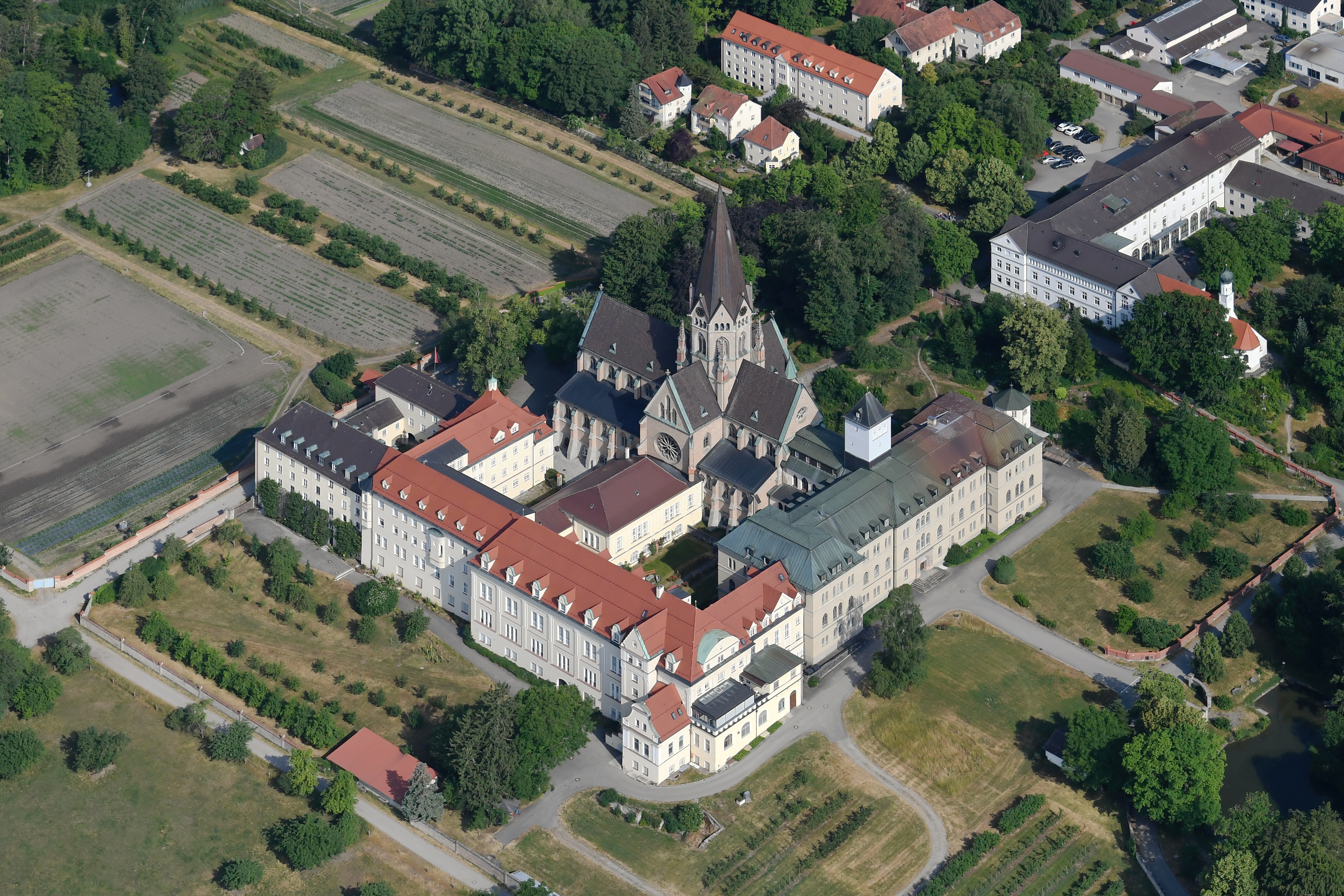
Erzabtei Sankt Ottilien von Südosten aus der Luft gesehen

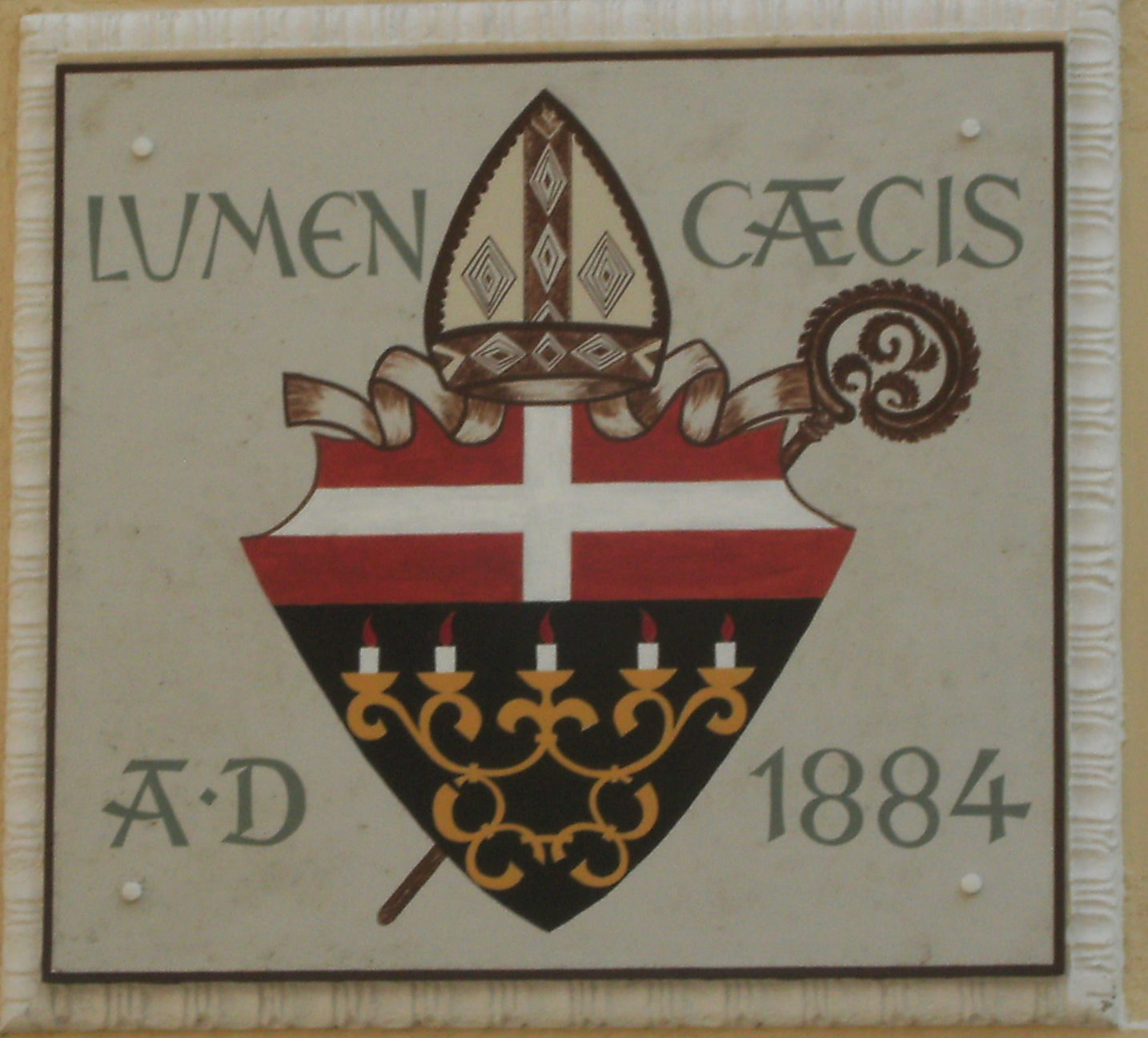
Wappen, Wahlspruch und Gründungsjahr des Klosters St. Ottilien

Die Erzabtei Sankt Ottilien (lat. Archiabbatia Sanctissimi Cordis Iesu ad Sanctam Ottiliam) ist ein Kloster der Missionsbenediktiner im oberbayerischen Landkreis Landsberg am Lech (nahe dem Ammersee), der zur Diözese Augsburg gehört. Das Kloster bildet mitsamt den umliegenden Gebäuden den Gemeindeteil Sankt Ottilien (bis 1904 Emming) der Gemeinde Eresing.
Die Erzabtei ist das Stammkloster der Ottilianer Kongregation. Sie wurde 1884 von dem Schweizer Andreas Amrhein gegründet. Dem gesamten Klosterverband gehören 1100 Mönche in 19 Ländern an, davon leben etwa 110 Mönche in St. Ottilien.

## Geschichte

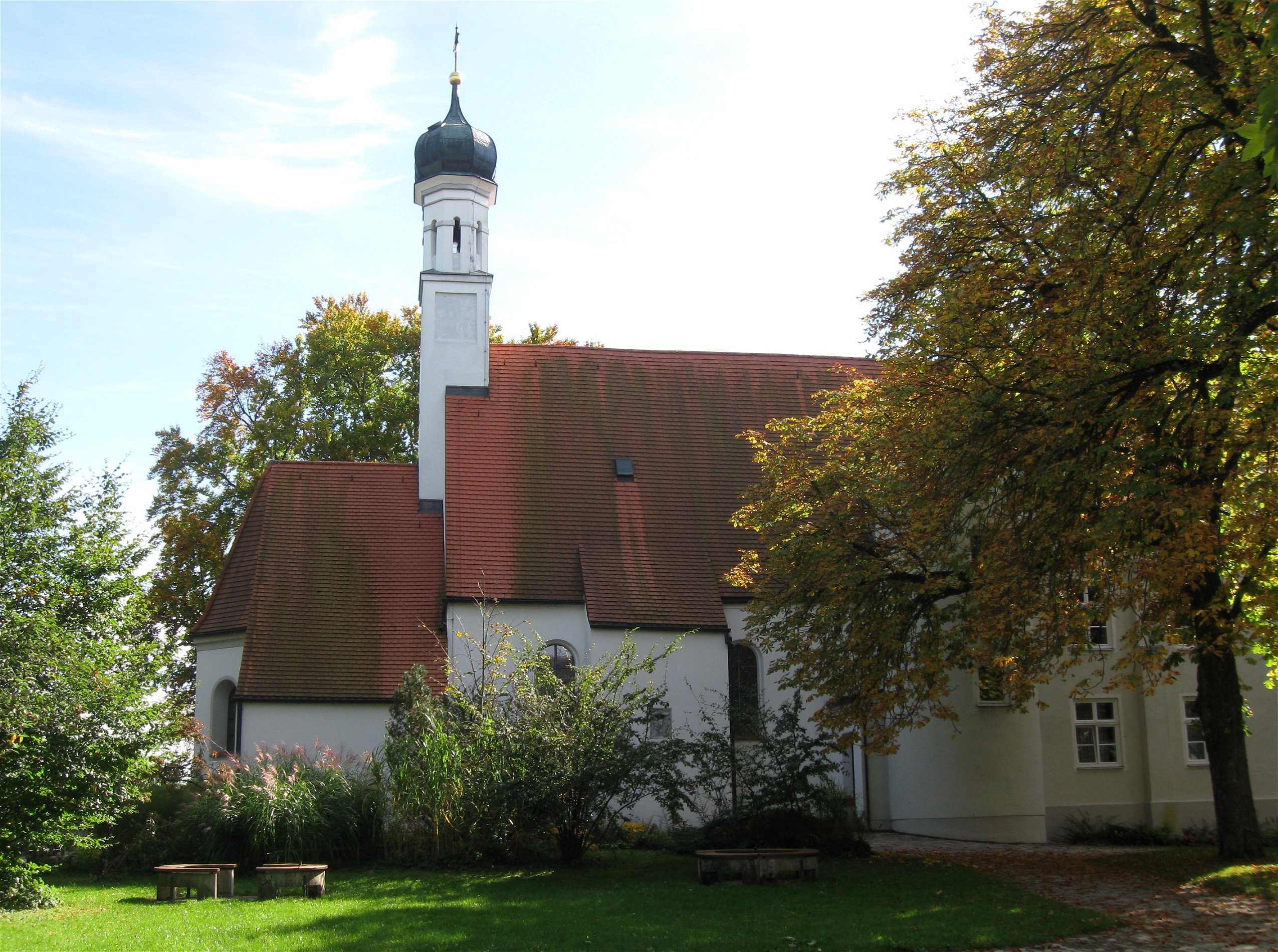
Ottilienkapelle

Die Wallfahrt zur Heiligen Ottilia in Emming ist bereits seit 1365 sicher nachgewiesen. Im 16. Jahrhundert wurde Emming zu einem Herrensitz ausgebaut. Es entstand die Ottilienkapelle und ein kleines Schloss. Im 17. Jahrhundert wurden Schloss und Kapelle barockisiert.
Das Gut wechselte im Laufe der Zeit mehrmals seinen Besitzer; das Schloss wurde 1884 abgerissen. Schließlich erwarb Andreas Amrhein, ein Benediktiner der Erzabtei Beuron, 1886 den herrenlosen Weiler und gründete 1887 Sankt Ottilien.

### Motivation und Anfänge der Neugründung
Amrhein hatte seine Vision, das benediktinische Leben mit einem Einsatz in der Mission zu verbinden, innerhalb der Beuroner Kongregation nicht verwirklichen können; daher begann er unabhängig von Beuron eine eigene Gründung.
Nach einer ersten Gründung in Reichenbach 1884 wurde die Gemeinschaft 1887 nach Emming verlegt. Das Kloster nannte sich nach dem Wallfahrtsort Sankt Ottilien (der Ortsname Emming wurde 1904 aufgegeben). Ebenfalls 1887 konnte bereits eine erste Gruppe von Mönchen als Missionare nach Afrika entsandt werden.

### Entwicklung des Klosters

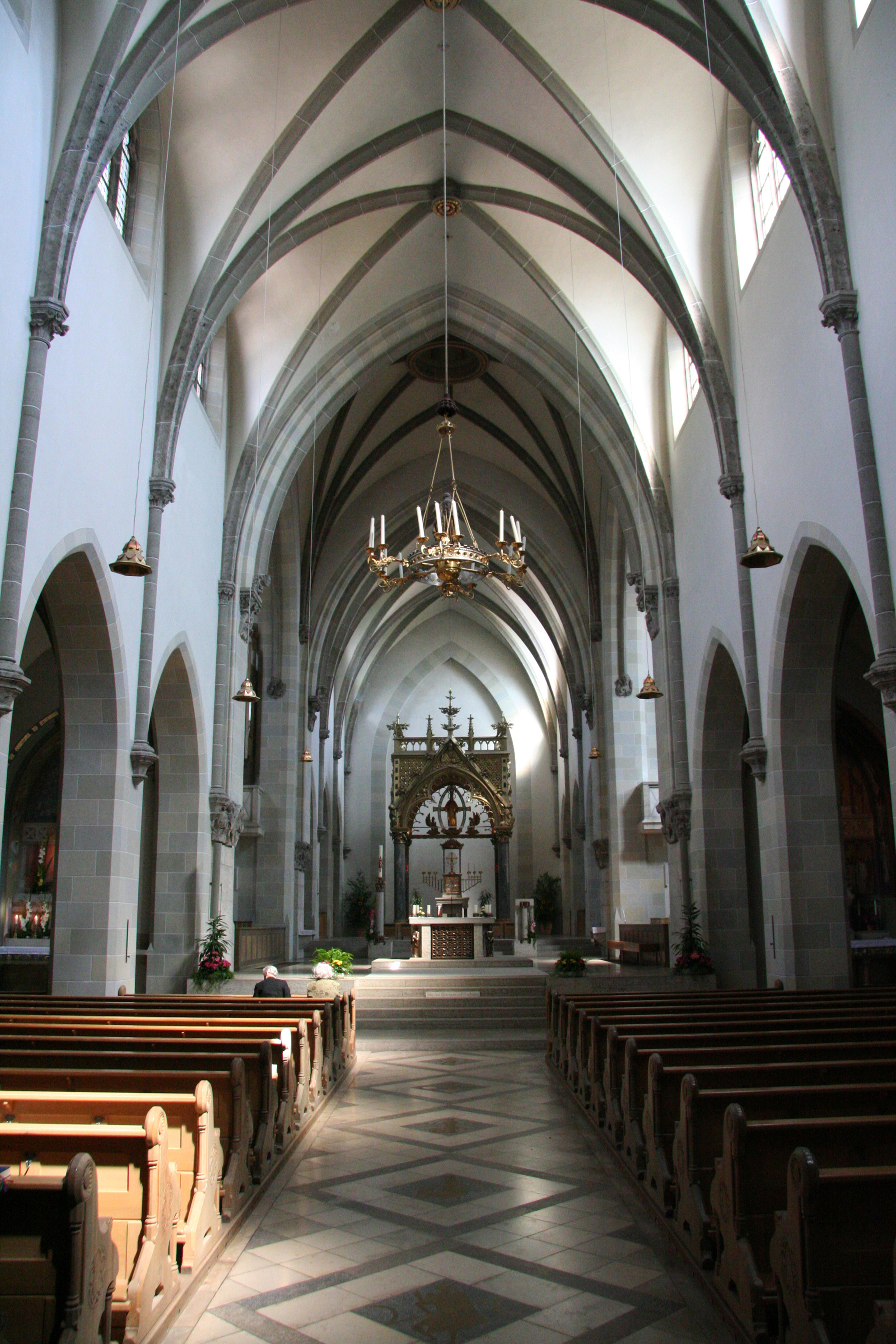
Innenansicht des Hauptschiffs der Klosterkirche

1902 wurde Sankt Ottilien zur Abtei erhoben. Nach Gründung dreier weiterer Abteien wurde Sankt Ottilien 1914 Erzabtei der Missionsbenediktiner; Seither – von 1914 an bis Oktober 2012 – war der Erzabt von Sankt Ottilien auch immer zugleich Leiter der Benediktinerkongregation von Sankt Ottilien.
Bis 1930 wuchs das Kloster stark (weitere Missionsgebiete Südafrika, Korea, China). Sankt Ottilien wurde in dieser Zeit ausgebaut, um den auf 396 Mönche angewachsenen Konvent aufzunehmen. 1941 wurden die Mönche von der deutschen Verwaltung vertrieben, die dort ein Kriegslazarett einrichtete. Nach Kriegsende bis 1948 gab es in Sankt Ottilien ein DP-Lager, gegründet von dem litauischen Arzt Zalman Grinberg, in dem aus Konzentrationslagern befreite Häftlinge versorgt wurden. Unmittelbar neben dem Klosterfriedhof befindet sich ein jüdischer Friedhof, in dem 76 Tote beerdigt worden sind.
Die Geschichte des DP-Lagers wird anhand von zwölf über das Gelände verteilten Stationen erzählt und auch digital dokumentiert – darunter die Erinnerung an das Befreiungskonzert ehemaliger jüdischer Häftlinge am 27. Mai 1945 und an die Geburt von 428 Kindern in den Jahren 1945 bis 1948.
Neben den Aufgaben in der Mission und der damit verbundenen Entwicklungshilfe in Ländern der Dritten Welt führt das Kloster ein großes Exerzitienhaus, den eigenen EOS-Verlag, eine stattliche Landwirtschaft, das Rhabanus-Maurus-Gymnasium Sankt Ottilien für etwa 700 Schüler mit angeschlossenem Tagesheim und Internat und mehrere handwerkliche Betriebe. Ebenso betreibt das Kloster einen kleinen Sportplatz und einen Jugendzeltplatz.
Nach der Volkszählung am 25. Mai 1987 hatte der Ortsteil Sankt Ottilien 307 Einwohner in fünf Gebäuden mit Wohnraum bzw. neun Wohnungen.

## Generalobere und Erzäbte
- Andreas Amrhein (1884–1895) (Generalsuperior)
- Ildefons Schober (1896–1902) (Generalsuperior)
- Norbert Weber (1902–1930) (1. Abt, ab 1914 Erzabt)
- Chrysostomus Schmid (1930–1957)
- Suso Brechter (1957–1974)
- Viktor Josef Dammertz (1975–1977)
- Notker Wolf (1977–2000)
- Jeremias Schröder (2000–2012)
- Wolfgang Öxler (seit 2012)[8]

## Gebäude

### Klausurbereich, Gästehaus, Exerzitienhaus, Gut Emming und  Ottilienkapelle
Der Klausurbereich wurde nach Plänen des Klostergründers im neugotischen Stil errichtet. Der Bau begann im Jahr 1892. Schon 1910 machte das rasche Anwachsen der Gemeinschaft den Bau eines weiteren Traktes nötig, der im Jugendstil gehalten ist und südlich der Klosterkirche liegt. Architekt war hierbei Michael Kurz. In diesem Flügel befindet sich das 1911 eingerichtete Missionsmuseum. Im Westen schließt sich seit 1955 ein Trakt mit Wohnzellen, Verwaltungsräumen und einem Gästebereich an.

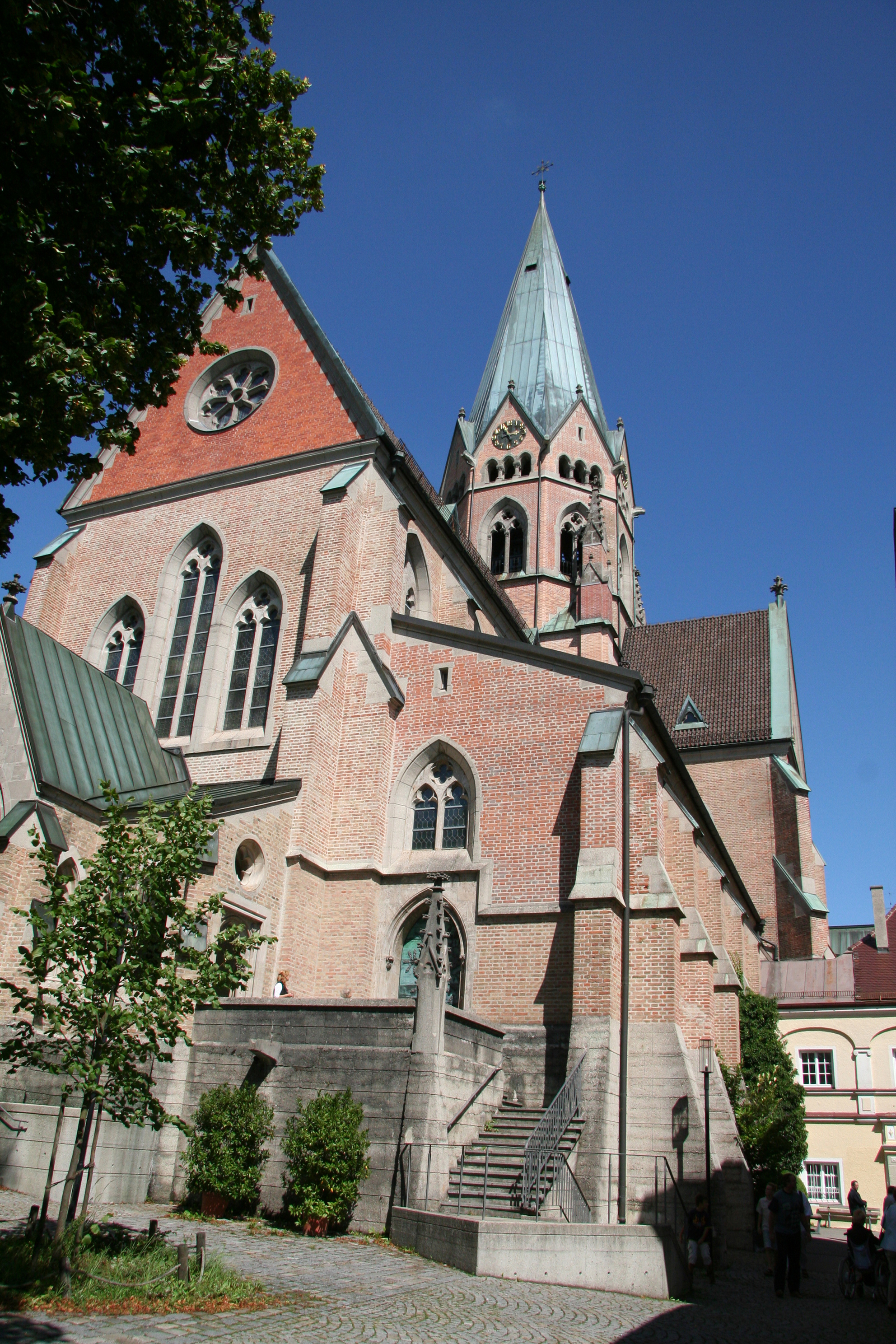
Außenansicht der Klosterkirche

In der Nähe der Klosterkirche befindet sich das „Ottilienheim“, das als Gästehaus dient. Ebenfalls der Aufnahme von Gästen dient das ihm stirnseitig gegenüberliegende Exerzitienhaus, das unmittelbar an die Reste des ehemaligen Gutes Emming angebaut wurde. Dieser alte, noch vorklösterliche Gebäudeteil schließt an die barocke Ottilienkapelle an. Das Exerzitienhaus wurde zunächst nur im Sommer für Exerzitien genutzt und beherbergte im Winter die Schüler der früher dort befindlichen Landwirtschaftsschule.

### Abteikirche Herz Jesu
Die Klosterkirche (Patrozinium Herz Jesu) wurde von 1897 bis 1899 nach Plänen von Hans Schurr erbaut. Ihr spitzer, 75 Meter hoher Turm ist bereits aus großer Entfernung zu sehen. Das dreischiffige Gotteshaus wurde im Stil der Neugotik errichtet und 1903 geweiht. Der Kirchenbau wurde – wohl aufgrund von Protesten der umliegenden Gemeindepfarreien – um ein Gewölbe kürzer ausgeführt als ursprünglich geplant.

#### Orgeln

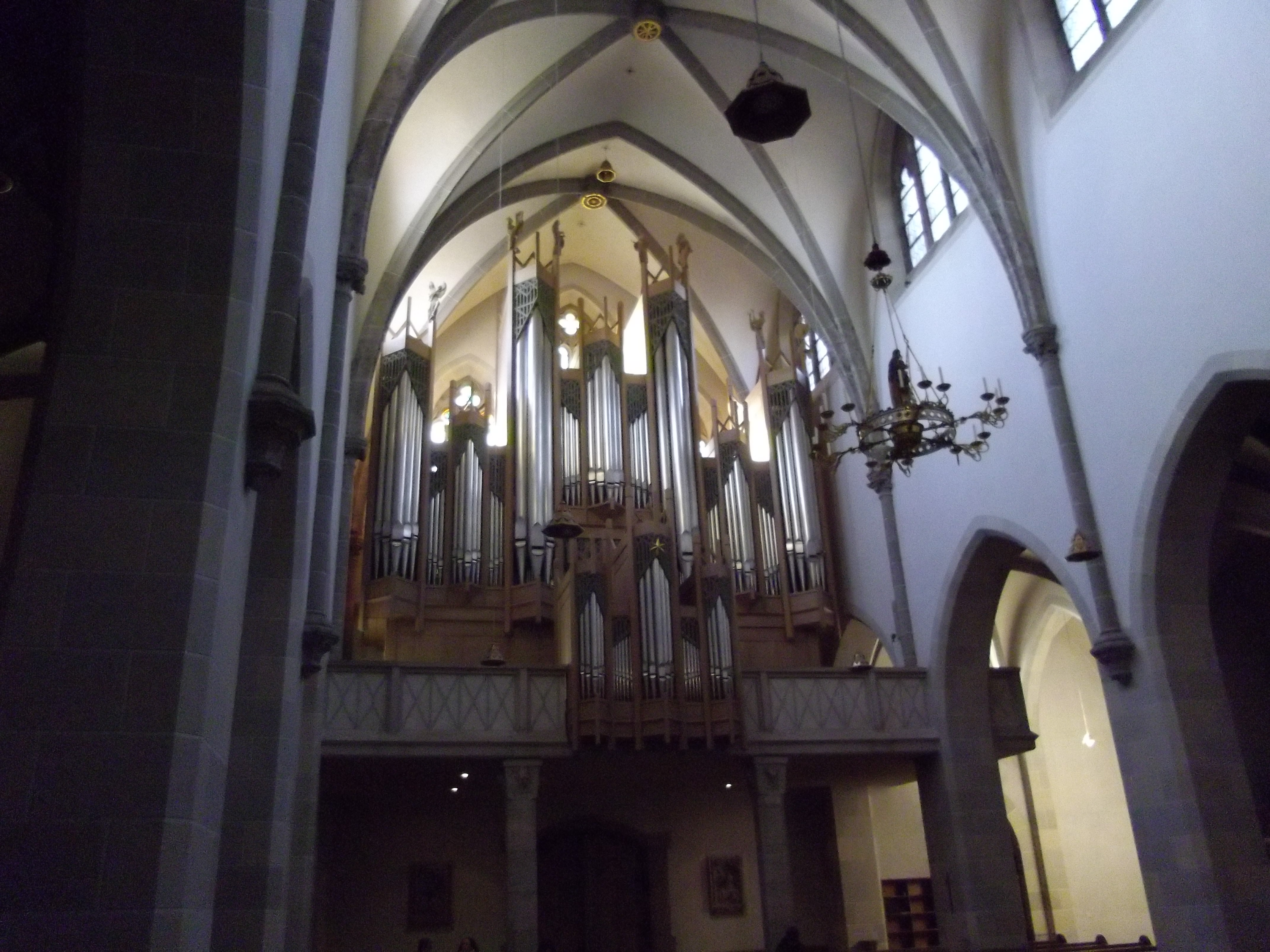
Prospekt mit Rückpositiv der Hauptorgel

Seit 1994 beherbergt die Kirche zwei Instrumente aus der renommierten Orgelbauwerkstatt Hubert Sandtner (Dillingen a. d. Donau): Eine Hauptorgel mit drei Manualen und Pedal (47 Registern) und eine Chororgel mit zwei Manualen und Pedal (17 Registern). Das Haupt- und das Pedalwerk der Chororgel stehen auf der Ostempore des nördlichen Querhausarmes, das Schwellwerk gegenüber auf der Westempore des Querhauses. Vom Spieltisch der Chororgel aus ist es möglich, bestimmte feste Kombinationen der Hauptorgel erklingen zu lassen.

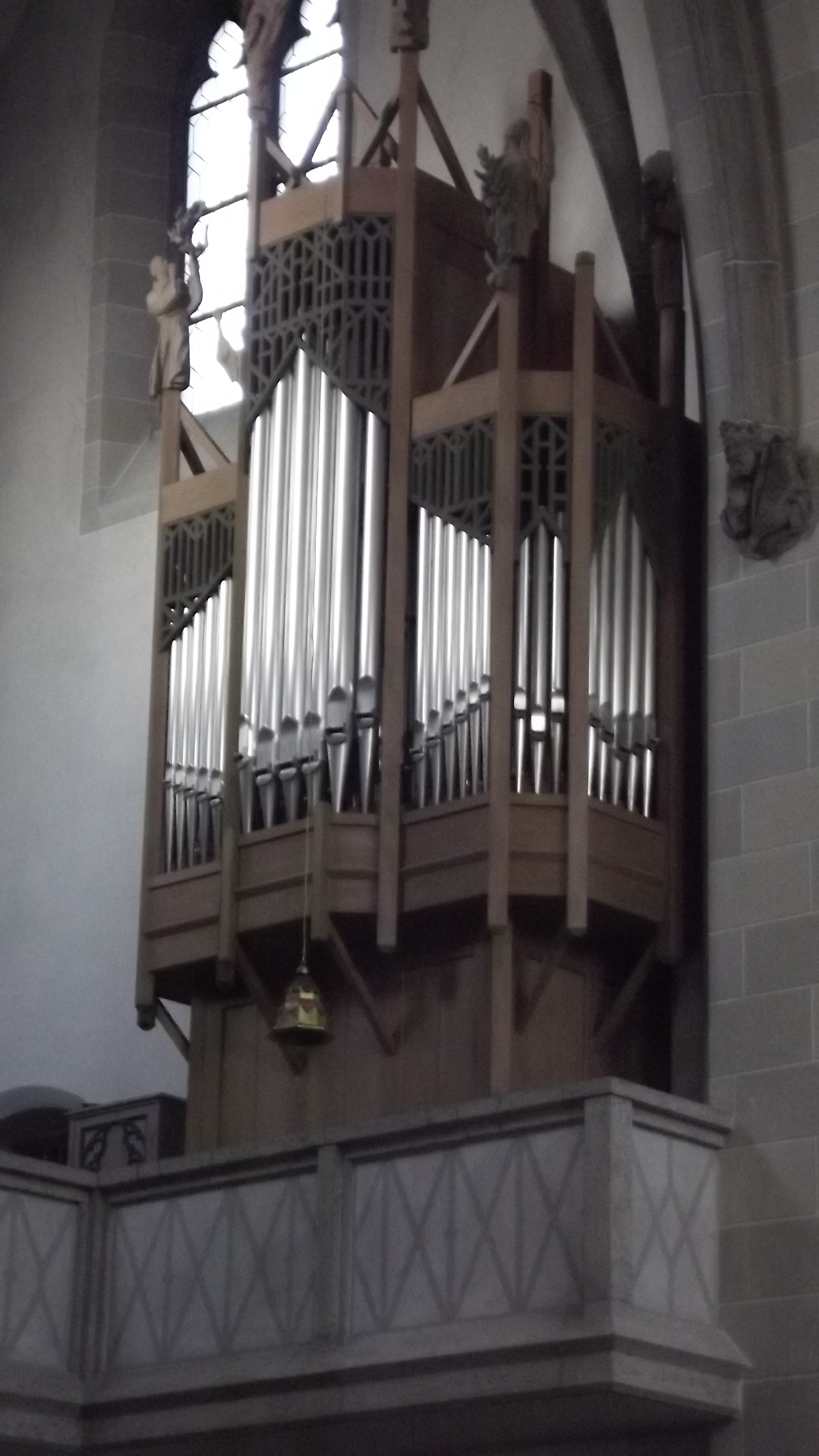
Chororgel

Hauptorgel
| I Rückpositiv C-g3 |                 |        |
| 01.                | Principal       | 8′     |
| 02.                | Rohrflöte       | 8′     |
| 03.                | Quintade        | 8′     |
| 04.                | Octave          | 4′     |
| 05.                | Spitzflöte      | 4′     |
| 06.                | Nazard          | 2 ⁄3′  |
| 07.                | Doublette       | 2′     |
| 08.                | Tierce          | 1 3⁄5′ |
| 09.                | Larigot         | 1 ⁄3′  |
| 10.                | Fourniture IV 0 | 1 ⁄3′  |
| 11.                | Cromorne        | 8′     |
|                    | Tremulant       |        |

| II Hauptwerk C-g3 |                  |       |
| 12.               | Praestant        | 16′   |
| 13.               | Principal        | 08′   |
| 14.               | Copel            | 08′   |
| 15.               | Flûte harmonique | 08′   |
| 16.               | Viole de Gambe   | 08′   |
| 17.               | Octave           | 04′   |
| 18.               | Blockflöte       | 04′   |
| 19.               | Quinte           | 2 ⁄3′ |
| 20.               | Superoctave      | 02′   |
| 21.               | Mixtur V         | 02'   |
| 22.               | Cornet V (ab c0) | 08′   |
| 23.               | Fagott           | 16′   |
| 24.               | Trompette        | 08′   |
| 25.               | Clairon          | 04′   |

| III Schwellwerk C-g3 |                      |        |
| 26.                  | Bourdon              | 16′    |
| 27.                  | Principal            | 08′    |
| 28.                  | Flauto               | 08′    |
| 29.                  | Salicional           | 08′    |
| 30.                  | Voix céleste         | 08′    |
| 31.                  | Prestant             | 04′    |
| 32.                  | Flûte octaviante     | 04′    |
| 33.                  | Octavin              | 02′    |
| 34.                  | Plein jeu III-IV     | 02 ⁄3′ |
| 35.                  | Cornet III           | 02 ⁄3′ |
| 36.                  | Trompette harmonique | 08′    |
| 37.                  | Hautbois             | 08′    |
| 38.                  | Clairon harmonique   | 04′    |
|                      | Tremulant            |        |

| Pedal C-f1 |                |         |
| 39.        | Principalbaß 0 | 16′     |
| 40.        | Subbaß         | 16′     |
| 41.        | Quintbaß       | 10 2⁄3′ |
| 42.        | Octavbaß       | 08′     |
| 43.        | Gedecktbaß     | 08′     |
| 44.        | Choralbaß      | 04′     |
| 45.        | Mixtur IV      | 02 ⁄3′  |
| 46.        | Posaune        | 16′     |
| 47.        | Trompete       | 08′     |

Chororgel
| I Hauptwerk C-g3 |              |    |
| 1.               | Principal    | 8′ |
| 2.               | Copel        | 8′ |
| 3.               | Octave       | 4′ |
| 4.               | Flageolet    | 2′ |
| 5.               | Mixtur III 0 | 2′ |

| II Schwellwerk C-g3 |                |        |
| 06.                 | Rohrflöte      | 8′     |
| 07.                 | Salicional     | 8′     |
| 08.                 | Voix céleste 0 | 8′     |
| 09.                 | Spitzflöte     | 4′     |
| 10.                 | Doublette      | 2′     |
| 11.                 | Terz           | 1 3⁄5′ |
| 12.                 | Larigot        | 1 ⁄3′  |
| 13.                 | Hautbois       | 8′     |
|                     | Tremulant      |        |

| Pedal C-f1 |            |     |
| 14.        | Subbass    | 16′ |
| 15.        | Octavbass  | 08′ |
| 16.        | Gedeckbass | 08′ |
| 17.        | Choralbass | 04′ |

#### Glocken

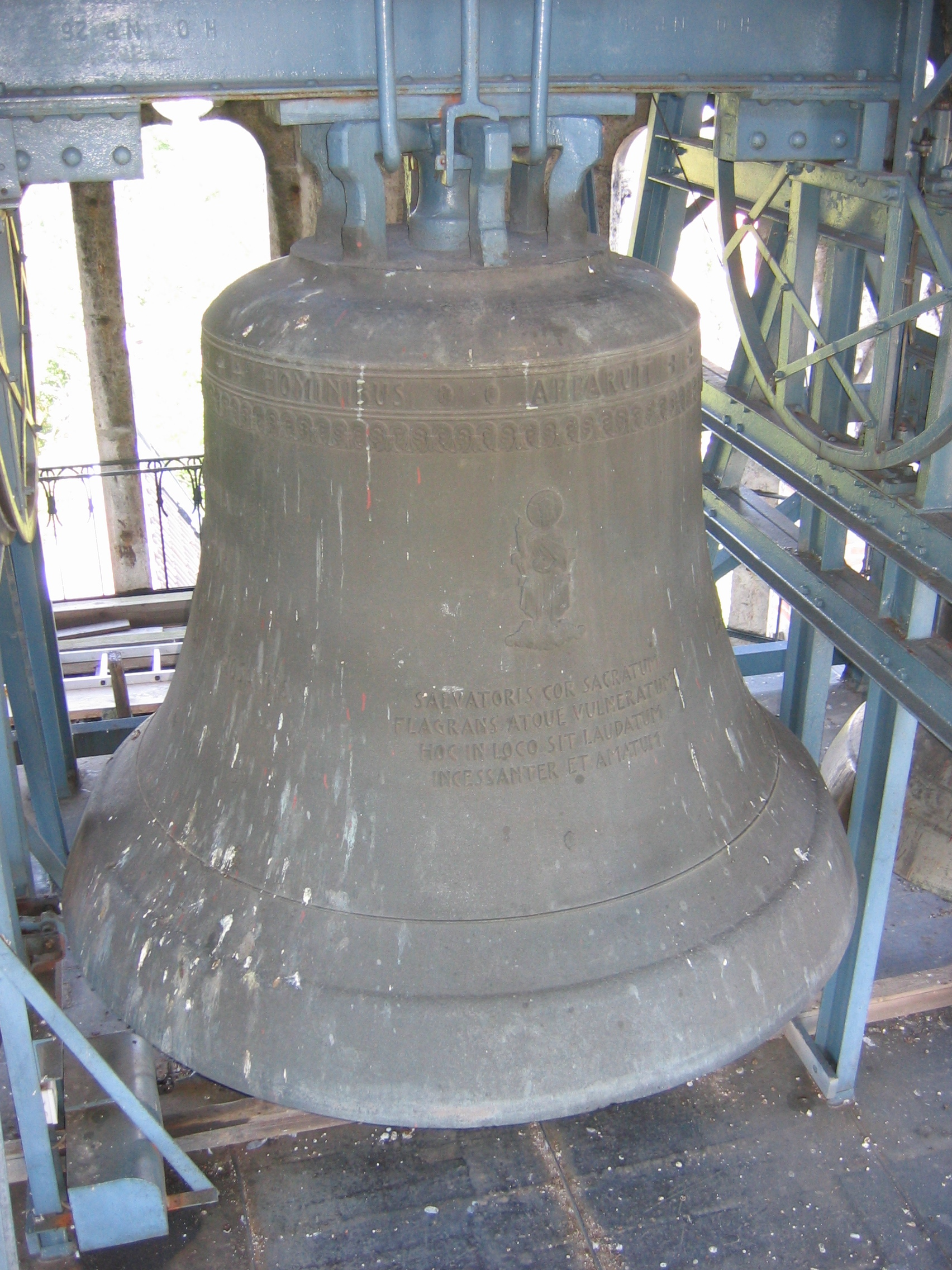
Glocke 1 – Hosanna

##### Historisches Geläute
Als am 29. Juni 1903 die neugebaute Herz-Jesu-Kirche in St. Ottilien geweiht wurde, hatte sie noch keine Glocken, diese wurden erst 1905 bei der Glockengießerei Fritz Hamm in Augsburg gegossen.
Die Disposition lautete: H - d - e - fis - a - h
Der Gesamtklang des Geläutes wird als „sehr gut und festlich“ beschrieben, „die Herz-Jesu-Glocke (H) war von großartigem Klang dank der sonoren Unteroktav“. Die hohe musikalische Qualität dieses Geläutes führte zu einer günstigen Einstufung, so dass es der Abnahme 1916/17 entging. Ganz rigoros wurden diese Glocken allerdings im Zweiten Weltkrieg entfernt, weil sie nicht von besonderer historischer Bedeutung waren.

##### Aktuelles Geläute
In der mit Holzschallläden verkleideten Kirchenglockenstube befindet sich ein neunstimmiges Großgeläut, das zu den tontiefsten Glockenensembles Süddeutschlands zählt. Außerdem ist es das tontiefste Geläute des Bistums Augsburg. Acht Kirchenglocken wurden von Karl Czudnochowsky (Erding) gegossen, die große Hosanna 1949 als einzige aus „Euphon“ (Kupfer-Zink-Legierung), die übrigen Glocken 1950 aus Glockenbronze. Die Lücke zwischen den Glocken Ulrich und Bonifatius wurde 2019 mit der neuen Glocke „Glaubenszeugen“ geschlossen, die in der Glockengießerei Grassmayr gegossen wurde und im Ton a1 erklingt. Alle Glocken hängen im Holzglockenstuhl an geraden Jochen.
Die ausführliche und differenzierte Läuteordnung berücksichtigt die musikalische Kombinationsvielfalt der Glocken und orientiert sich konsequent am Kirchenjahr. Feste Läutetermine unter der Woche sind das Angelusläuten morgens, mittags und abends mit der Annuntiata, das Gedächtnis an das Ölberggebet und die Todesangst Christi am Donnerstagabend mit der Gloriosa sowie die Erinnerung an den Tod Christi am Kreuz freitags um 15 Uhr mit Gloriosa und Ottilia (an jedem 1. Freitag im Monat mit Hosanna und Annuntiata).
Das Vollgeläut ist nur zu den höchsten Festtagen (Festum Summum) zu hören: Am Weihnachtstag, an Erscheinung des Herrn, in der Osternacht und am Ostersonntag sowie am Pfingstsonntag. Dabei wird nach clunyazensischer Art geläutet: 30 Minuten vor Beginn des Pontifikalamtes läuten alle Glocken zusammen; die kleineren Glocken schwingen dann aus, bis schließlich nur die Hosanna alleine erklingt. Der Reihe nach werden nun alle acht Glocken einzeln geläutet, bis schließlich die kleine Bonifatiusglocke ertönt. Die übrigen, größeren Glocken fallen nun nacheinander wieder ein, bis schließlich wieder das Gesamtgeläut erklingt. Zum Patrozinium am Herz-Jesu-Fest ist vor dem Pontifikalamt ein 45-minütiges Motivläuten zu hören, welches jedes Jahr unterschiedliche Motive zu Gehör bringt.
| Glocke | Name                         | Nominal (HT-1/16) | Gewicht | Durchmesser | Liturgische Funktion (solistisch) |
| ------ | ---------------------------- | ----------------- | ------- | ----------- | --- |
| 1      | Christus Salvator (Hosanna)  | fis0 +1           | 5250 kg | 2180 mm     | Festum Summum, Herrenhochfeste, Sterbeglocke für Mönche, Angelus (Ostersonntag, Weihnachtstag, 25. März), zu den O-Antiphonen, am 24. Juni zum Benedictus, am 2. Juli zum Magnificat |
| 2      | Benedikt (Gloriosa)          | a0 –1             | 3600 kg | 1830 mm     | Sonntage der Oster- und Weihnachtszeit, Tage der Oster- und Weihnachtsoktav, Marien- und Heiligenhochfeste                                                                           |
| 3      | Assumpta (Jubiläumsglocke)   | h0 –1             | 2250 kg | 1580 mm     | Sonntage im Jahreskreis, Sonntage der Advents- und Fastenzeit, Angelus (in der Osterzeit und am 15. August)                                                                          |
| 4      | Annuntiata (Angelusglocke)   | cis1 ±0           | 1750 kg | 1430 mm     | Festtage, Angelus (außerhalb der Osterzeit), Werktage Oster- und Weihnachtszeit, Sterbeglocke für Bewohner des Klosterdorfes                                                         |
| 5      | Ottilia                      | e1 +1             | 1050 kg | 1190 mm     | Werktage im Jahreskreis und in der Fastenzeit |
| 6      | Bartholomäus (Apostelglocke) | fis1 +1           | 0650 kg | 1020 mm     | Werktage im Advent |
| 7      | Ulrich                       | gis1 +1           | 0450 kg | 0880 mm     | Mittagshore |
| 8      | Glaubenszeugen               | a1 +1             | 0460 kg | 0896 mm     | Komplet in der Oster- und Weihnachtszeit sowie an Hochfesten |
| 9      | Bonifatius (Kapitelsglocke)  | h1 +1             | 0350 kg | 0800 mm     | Komplet |

Die fünf größten Glocken tragen folgende Inschriften:
1. Apparuit gratia Dei Salvatoris Nostri omnibus hominibus. Salvator Cor sacratum / flagrans atque vulneratum / hoc in loco sit laudatum / incessanter et amatum. Hosanna. Jesu, Salvator, salva nos. Hosanna / Hosanna. Salva nos Salvator. Hosanna. („Erschienen ist die Gnade Gottes, unseres Erlösers, allen Menschen. Heiliges Herz des Erlösers, glühend und verwundet, sei allezeit gepriesen und geliebt an diesem Ort. Hosianna, Erlöser Jesu, rette uns. Hosianna.“)
2. Gloriose confessor domini monachorum pater et dux Benedicte intercede pro nobis. („Ruhmreicher Bekenner des Herrn, Vater und Lehrer der Mönche, tritt für uns ein.“)
3. Assumpta est Maria in cælum gaudent angeli – In memoriam definitionis dogmaticæ assumptionis B. Mariæ V. Kal. Nov. Anni Sancti MCML.(„Es freuen sich die Engel: Maria ist aufgenommen in den Himmel – Zur Erinnerung an die Verkündigung des Dogmas von der Aufnahme Mariens in den Himmel. Am 1. November des Heiligen Jahres 1950.“)
4. Ave Maria gratia plena. („Gegrüßet seist du, Maria, voll der Gnade.“)
5. Sancta Ottilia lumen posce patrona cæcis. („Heilige Ottilia, du unsere Patronin, erflehe Licht den Blinden.“)

Ausführliche Informationen über das Geläute sind auf der Homepage der Erzabtei zu finden.

## Klosterfeuerwehr
→ Feuerwehr St. Ottilien

## Klosterstudie
Das Kloster nahm an der Klosterstudie teil. Nach den Ergebnissen leben Nonnen und Frauen der Allgemeinbevölkerung annähernd gleich lang, dicht gefolgt von Mönchen, die eine im Schnitt ein bis zwei Jahre kürzere Lebenserwartung haben als beide Frauengruppen. Deutlich abgeschlagen sind Männer der Allgemeinbevölkerung, die im Schnitt sechs Jahre kürzer leben als Nonnen und Frauen der Allgemeinbevölkerung und bis zu viereinhalb Jahre kürzer als Mönche.

## Verkehrsanbindung

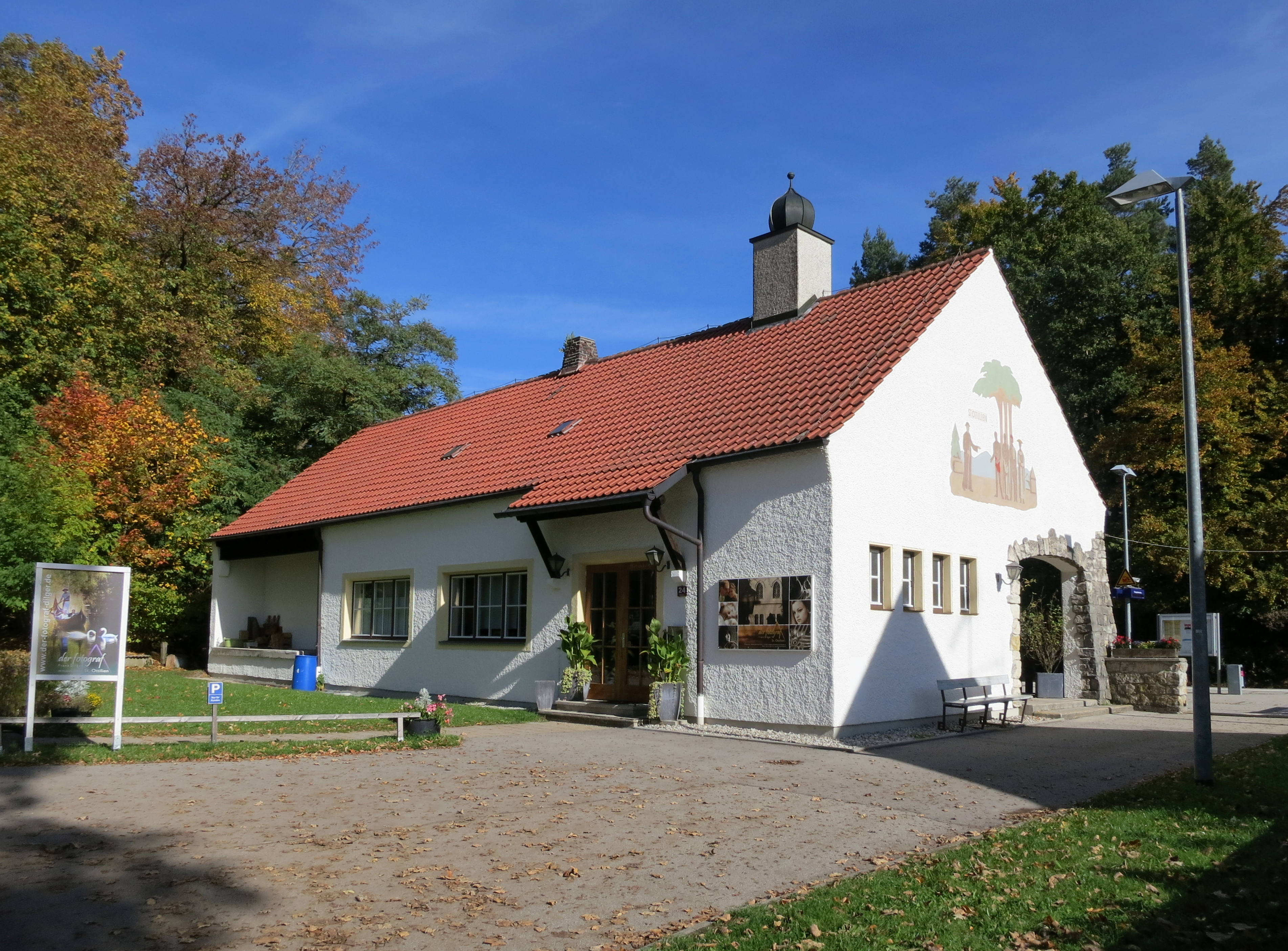
Haltepunkt St. Ottilien

Ab den 1870er Jahren gab es Planungen für eine Bahnstrecke von Mering zum Ammersee und nach Weilheim, die zwei Kilometer östlich des Klosters Sankt Ottilien über Türkenfeld geführt werden sollte. Das Kloster setzte sich jedoch für eine Streckenführung direkt über Sankt Ottilien ein. Da es den benötigten Grund dafür abtrat, entschied sich das Eisenbahnbaukomitee schließlich für diese Streckenführung. Am 30. Juni 1898 wurde die als Ammerseebahn bezeichnete Strecke, die östlich am Kloster entlangführt, eröffnet. Sankt Ottilien erhielt einen eigenen Haltepunkt mit Ladegleis. Er ist der einzige Bahnhof in Deutschland, der seit seiner Eröffnung und bis heute nur der Anbindung eines Klosters dient. Das 1939 neu errichtete Empfangsgebäude steht unter Denkmalschutz.